# لنغور مقلنس
اللنغور المقلنس (Trachypithecus pileatus) هو نوع من الرئيسيات يتبع فصيلة سعادين العالم القديم، موطنه بنغلاديش وبوتان والهند وميانمار ويوجد في الغابات الجافة شبه الاستوائية أو الاستوائية. وهو حيوان شجري واجتماعي بطبيعته ويتكون جماعة اللنغور المقلنس من 2 إلى 14 لنغور بقيادة ذكر واحد، وهو عاشب يأكل الأوراق والأغصان والبراعم والفواكه.

### التصنيف
هناك أربع نويعات من اللنغور المقلنس: 
- النويعة المقلنسة أو النويعة شقراء البطن، Trachypithecus Pileatus Pileatus
- النويعة برتقالية البطن أو نويعة دورغا، Trachypithecus Pileatus durga
- النويعة رملية البطن أو نويعة براهما، Trachypithecus Pileatus brahma
- النويعة المظلمة، Trachypithecus Pileatus tenebricus